# Кевін Дакворт
Кевін Джеймс Дакворт (англ. Kevin James Duckworth, 1 квітня 1964, Гарві, Іллінойс, США — 25 серпня 2008, Гленідін-Біч, Орегон, США) — американський професіональний баскетболіст, що грав на позиції центрового за низку команд НБА.

## Ігрова кар'єра
Починав грати у баскетбол у команді старшої школи Торнрідж (Долтон, Іллінойс). На університетському рівні грав за команду Істерн Іллінойс (1982–1986). Встановив рекорд закладу, набравши 867 підбирань за свою студентську кар'єру.
1986 року був обраний у другому раунді драфту НБА під загальним 33-м номером командою «Сан-Антоніо Сперс». Протягом сезону був обміняний на Волтера Беррі до «Портленд Трейл-Блейзерс». У Портленді замінював Стіва Джонсона, який був другим центровим у команді. Наступного сезону два перших центрових, Джонсон та Сем Боуї травмувались, тому Дакворт зайняв місце у стартовому складі. Сезон провів вдало, заробивши за його підсумками нагороду найбільш прогресуючого гравця.
Наступного сезону ще більше покращив свою гру та статистику, набираючи 18,1 очка та 8 підбирань, що дозволило йому взяти участь у матчі всіх зірок. 1990 року допоміг команді дійти до фіналу НБА. 1991 року вдруге у своїй кар'єрі був запрошений для участі у матчі всіх зірок.
1993 року в обмін на Гарві Гранта перейшов до «Вашингтон Буллетс», у складі яких провів наступні 2 сезони своєї кар'єри. Протягом цього періоду багато часу боровся із зайвою вагою.
Наступною командою в кар'єрі гравця була «Мілвокі Бакс», куди він перейшов в обмін на Боба Макканна і за яку він відіграв один сезон.
Останньою ж командою в кар'єрі гравця стала «Лос-Анджелес Кліпперс», до складу якої він приєднався 1996 року і за яку відіграв один сезон.
25 серпня 2008 року помер від серцевої недостатності у Гленідін-Біч, Орегон, США.